# Iglesia Metodista Unida de Robinson Springs
La Iglesia Metodista Unida de Robinson Springs es una iglesia histórica ubicada en Millbrook, Alabama, Estados Unidos. Construido en 1848, se agregó al Registro de Monumentos y Patrimonio de Alabama en 1977 y al Registro Nacional de Lugares Históricos en 1982.